# 류성민 (축구 선수)
류성민(2004년 1월 3일 ~ )은 대한민국의 축구 선수로, 포지션은 골키퍼이다. 현재 K리그1 울산 HD 소속이다.

## 구단 경력
2025년 1월 4일에 울산 HD에 입단하여 프로에 데뷔하게 되었다.